# Marie-Caroline d'Autriche
Titres
Reine de Naples
12 mai 1768 — 23 janvier 1799
 (30 ans, 8 mois et 11 jours)

 13 juin 1799 – 30 mars 1806
(6 ans, 9 mois et 17 jours)
Reine de Sicile
12 mai 1768 – 8 septembre 1814
(46 ans, 3 mois et 27 jours)
Marie-Charlotte Louise Josèphe Jeanne Antoinette d’Autriche, dite Marie-Caroline après son mariage, née à Vienne le 13 août 1752 et morte dans la même ville le 8 septembre 1814, est une archiduchesse d'Autriche qui devient en 1768 reine de Naples et de Sicile et le reste jusqu'à la prise de pouvoir de Joseph Bonaparte en 1806. Elle s'exile en Sicile jusqu'en 1813.

## Biographie

### Famille

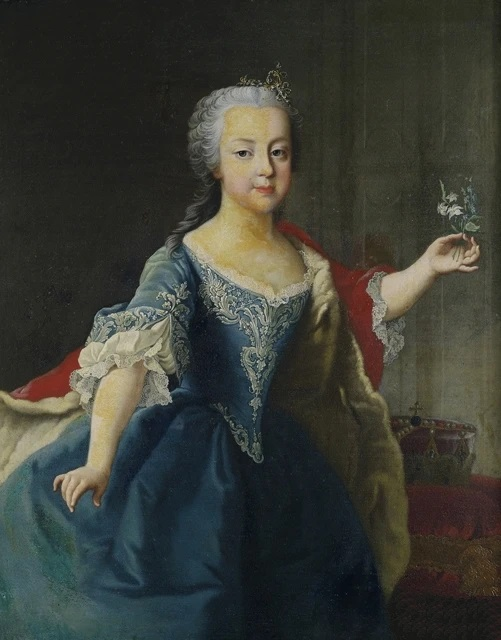
Maria Carolina enfant, par Martin van Meytens.

Née le 13 août 1752 à Vienne, l'archiduchesse est le treizième enfant de l'impératrice Marie-Thérèse d'Autriche et de François Ier, empereur du Saint-Empire. Elle est la troisième fille du couple impérial à recevoir ce prénom après Marie-Caroline d'Autriche (1740-1741) et Marie-Caroline d'Autriche (1748).
L'enfant est baptisée le jour même de sa naissance, avec pour parrain et marraine les souverains français Louis XV et Marie Lesczynska. Elle reçoit les noms de baptême de Marie-Charlotte Louise Jeanne Josèphe Antoinette, mais est connue, après son mariage dans son royaume de Naples, comme la reine Marie-Caroline. Elle est la sœur aînée de Marie-Antoinette, reine de France.

### Mariage et descendance
Marie-Caroline d'Autriche est la troisième fille du couple impérial à être fiancée au roi Ferdinand Ier des Deux-Siciles, ses deux sœurs, Marie-Jeanne et Marie-Josèphe, étant mortes avant leurs noces. C'est Marie-Caroline, qui, le 12 mai 1768, épouse le souverain, très grand, fort laid et de plus doté d'un caractère brutal.
Mariée pour des raisons diplomatiques (affermir la réconciliation entre les maisons d'Autriche et de Bourbon), Marie-Caroline ne fut pas heureuse auprès de son époux. Cependant, elle remplit ses devoirs de reine, allant jusqu'à dominer un mari peu doué dans le domaine politique et donnant à la couronne dix-huit enfants :
1. Marie-Thérèse (1772-1807) épouse en 1790 François II, Empereur Romain Germanique (1768-1835) d'où 12 enfants dont Marie-Louise, impératrice des Français et reine consort d'Italie et Marie-Léopoldine, impératrice du Brésil ;
2. Louise-Marie (1773-1802) épouse en 1790 Ferdinand III, grand-duc de Toscane (1769-1824) ;
3. Charles (1775-1778) ;
4. Marie-Anne (1775-1780) ;
5. François Ier, roi des Deux-Siciles (1777-1830) ;
6. Marie-Christine (1779-1783) ;
7. Marie-Christine (1779-1849), épouse en 1807 Charles-Félix de Savoie ;
8. Gennaro (1780-1789) ;
9. Joseph (1781-1783) ;
10. Marie-Amélie (1782-1866), épouse en 1809 Louis Philippe d'Orléans, duc de Chartres puis d'Orléans (futur roi des Français : Louis-Philippe Ier) (1773-1850) ;
11. Fille non prénommée née et morte le 19 juillet 1783 ;
12. Marie-Antoinette de Bourbon des Deux-Siciles (1784-1806) épouse en 1804 Ferdinand d'Espagne, prince des Asturies (1784-1833) (roi en 1808, restauré en 1813) ;
13. Marie-Clotilde (1786-1792) ;
14. Marie-Henriette (1787-1792) ;
15. Charles (1788-1788) ;
16. Léopold-Michel, prince de Salerne (1790-1851) épouse en 1816 Marie-Clémentine d'Autriche (1798-1881) ;
17. Albert-Louis (1792-1798) ;
18. Marie-Isabelle (1793-1801).  - Les cadets de la famille royale
  - Marie-Thérèse de Naples et de Sicile (1772-1807), miniature de peintre inconnu.
  - Louise-Marie de Naples et de Sicile (1773-1802), miniature de peintre inconnu.
  - Charles de Naples et de Sicile (1775-1778), miniature de peintre inconnu.
  - Marie-Anne de Naples et de Sicile (1775-1780), miniature de peintre inconnu.
  - François Ier de Naples et de Sicile (1777-1830), miniature de peintre inconnu.
  - Marie-Christine de Naples et de Sicile (1779-1848), miniature par Peter Edward Stroehling.
  - Gennaro de Naples et de Sicile (1780-1789), miniature de peintre inconnu.
  - Joseph de Naples et de Sicile (1781-1783), miniature de peintre inconnu.
  - Marie-Amélie de Naples et de Sicile (1782-1866), miniature de peintre inconnu. 
  - Marie-Antoinette de Naples et de Sicile (1784-1806), miniature de peintre inconnu.
  - Marie-Clotilde de Naples et de Sicile (1786-1792), miniature de peintre inconnu.
  - Marie-Henriette de Naples et de Sicile,(1787-1792) miniature de peintre inconnu.
  - Léopold de Naples et de Sicile (1790-1851), miniature, de peintre inconnu.
  - Albert-Louis de Naples et de Sicile (1792-1798), miniature de peintre inconnu.
  - Marie-Isabelle de Naples et de Sicile (1793-1801), miniature de peintre inconnu.

Les cadets de la famille royale
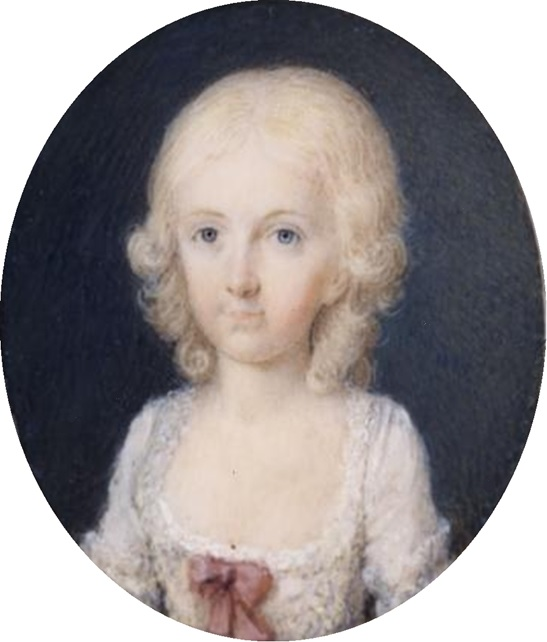
Marie-Thérèse de Naples et de Sicile (1772-1807), miniature de peintre inconnu.
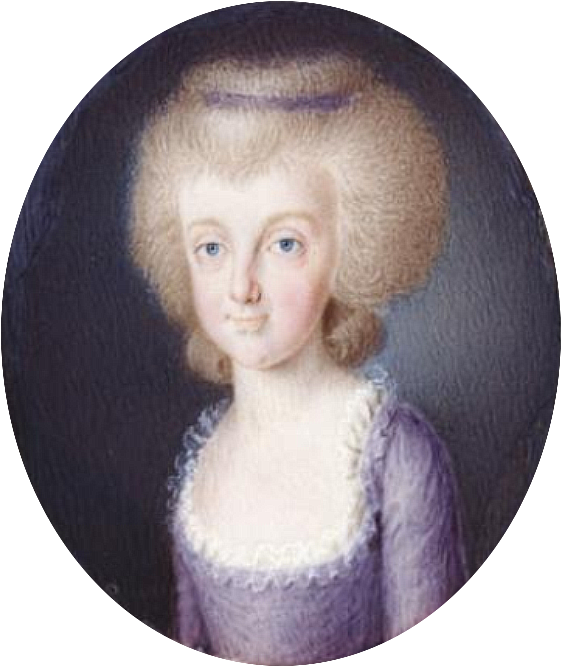
Louise-Marie de Naples et de Sicile (1773-1802), miniature de peintre inconnu.
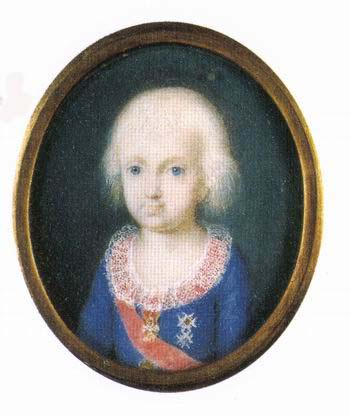
Charles de Naples et de Sicile (1775-1778), miniature de peintre inconnu.
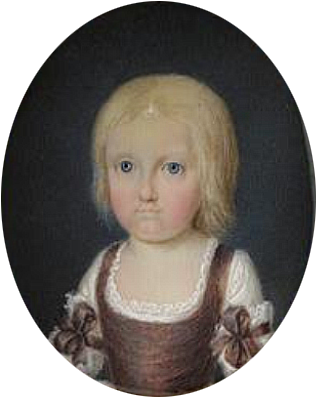
Marie-Anne de Naples et de Sicile (1775-1780), miniature de peintre inconnu.
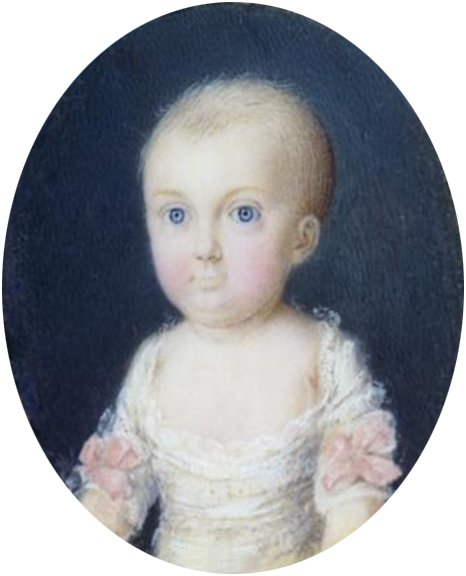
François Ier de Naples et de Sicile (1777-1830), miniature de peintre inconnu.
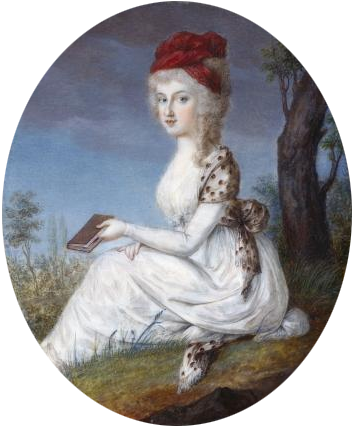
Marie-Christine de Naples et de Sicile (1779-1848), miniature par Peter Edward Stroehling.
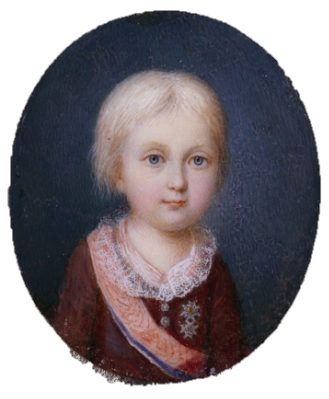
Gennaro de Naples et de Sicile (1780-1789), miniature de peintre inconnu.
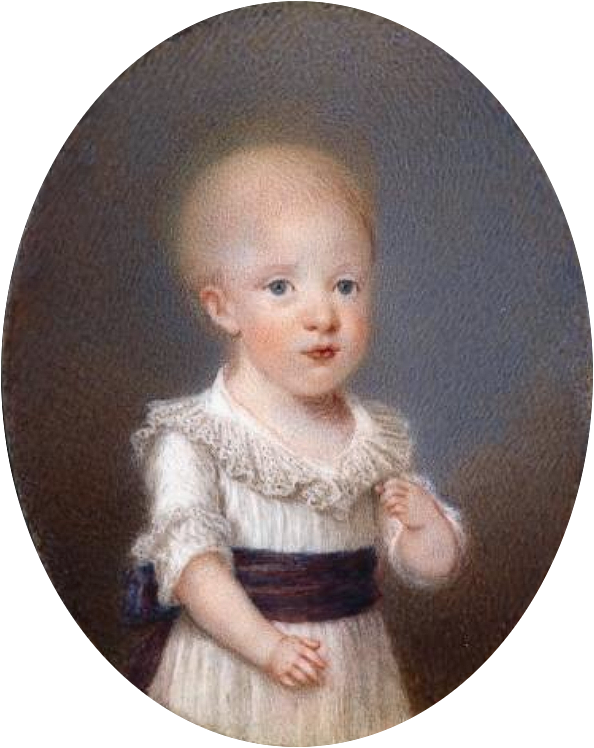
Joseph de Naples et de Sicile (1781-1783), miniature de peintre inconnu.
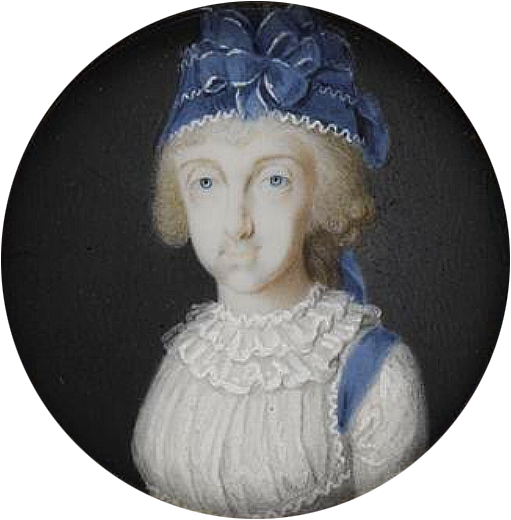
Marie-Amélie de Naples et de Sicile (1782-1866), miniature de peintre inconnu.
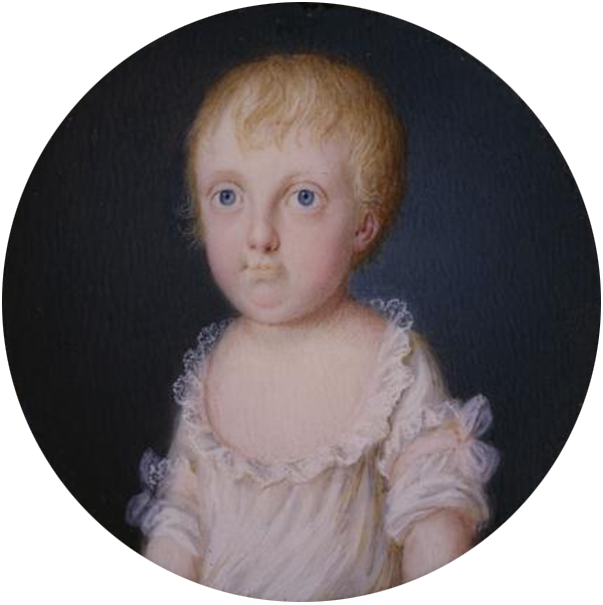
Marie-Antoinette de Naples et de Sicile (1784-1806), miniature de peintre inconnu.
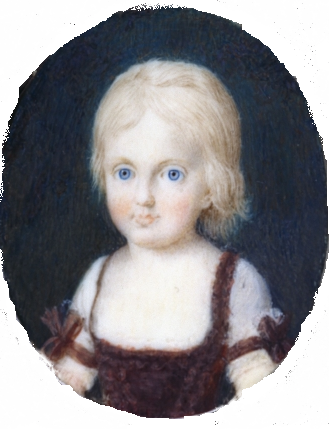
Marie-Clotilde de Naples et de Sicile (1786-1792), miniature de peintre inconnu.
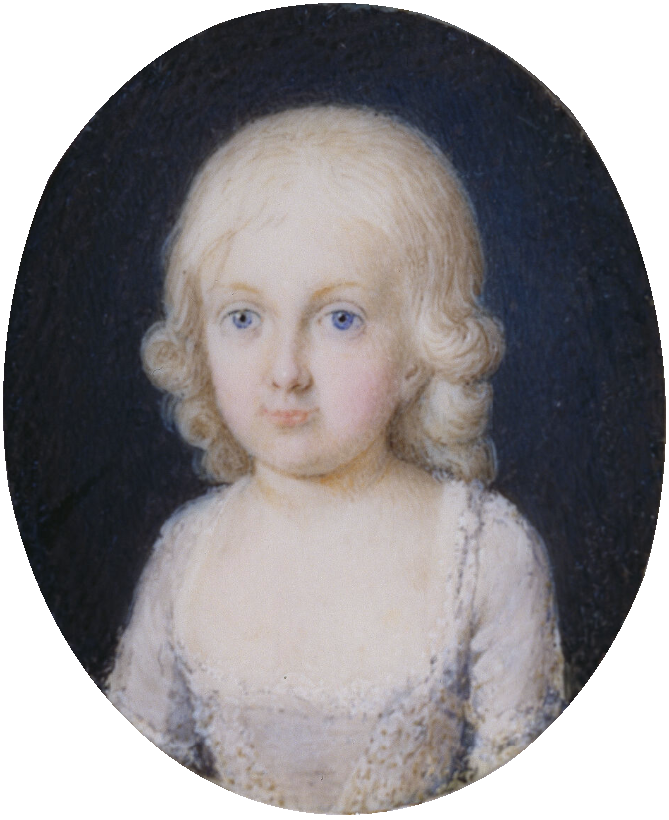
Marie-Henriette de Naples et de Sicile,(1787-1792) miniature de peintre inconnu.
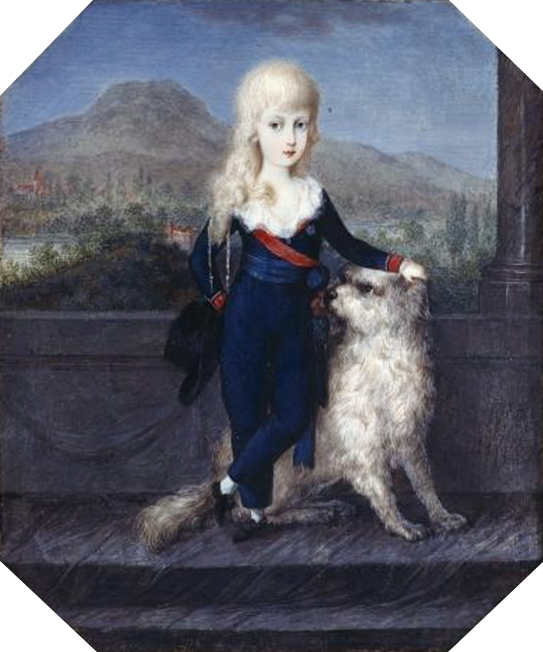
Léopold de Naples et de Sicile (1790-1851), miniature, de peintre inconnu.
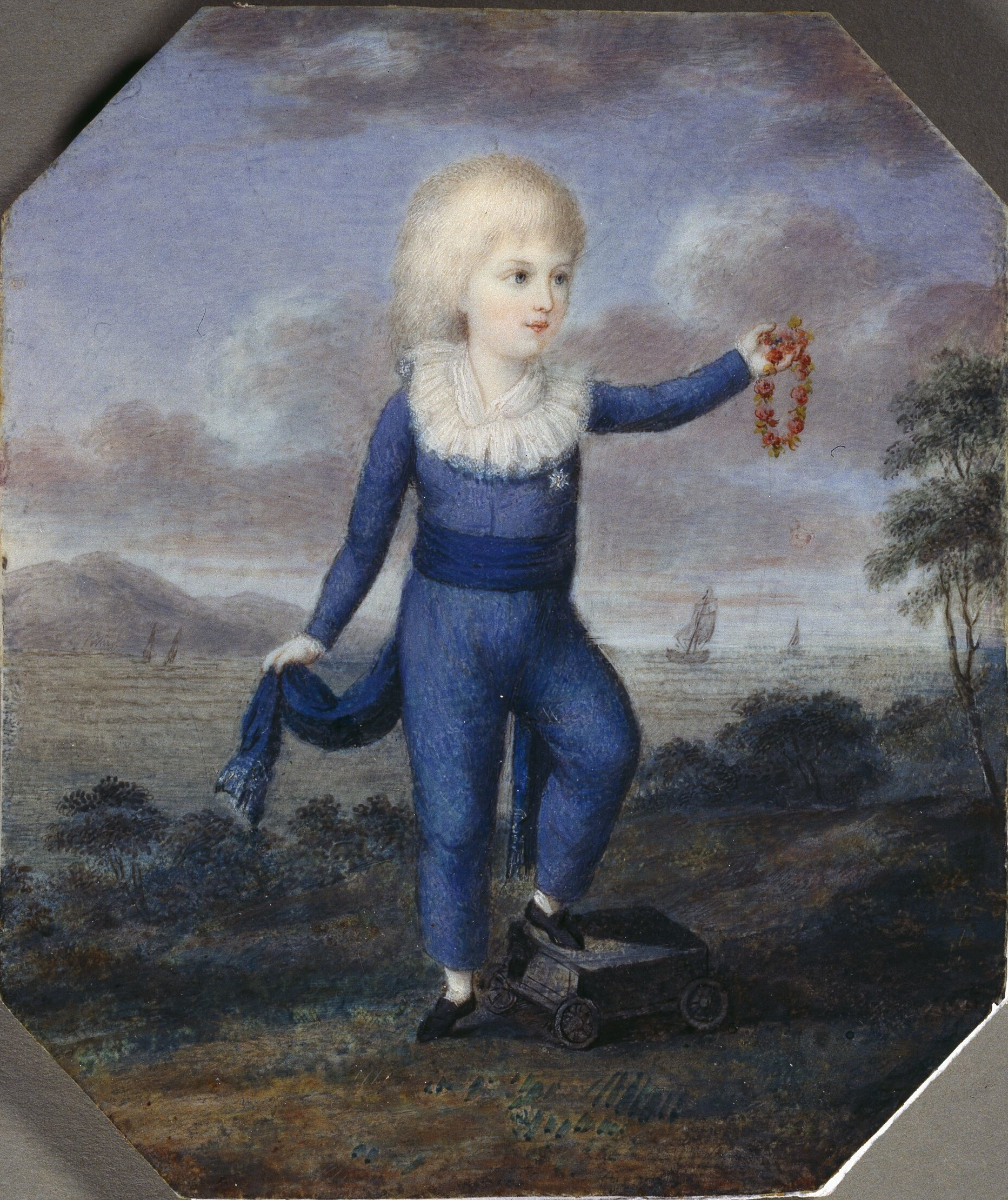
Albert-Louis de Naples et de Sicile (1792-1798), miniature de peintre inconnu.
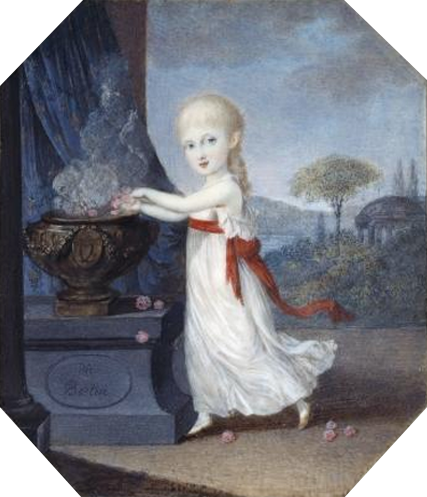
Marie-Isabelle de Naples et de Sicile (1793-1801), miniature de peintre inconnu.

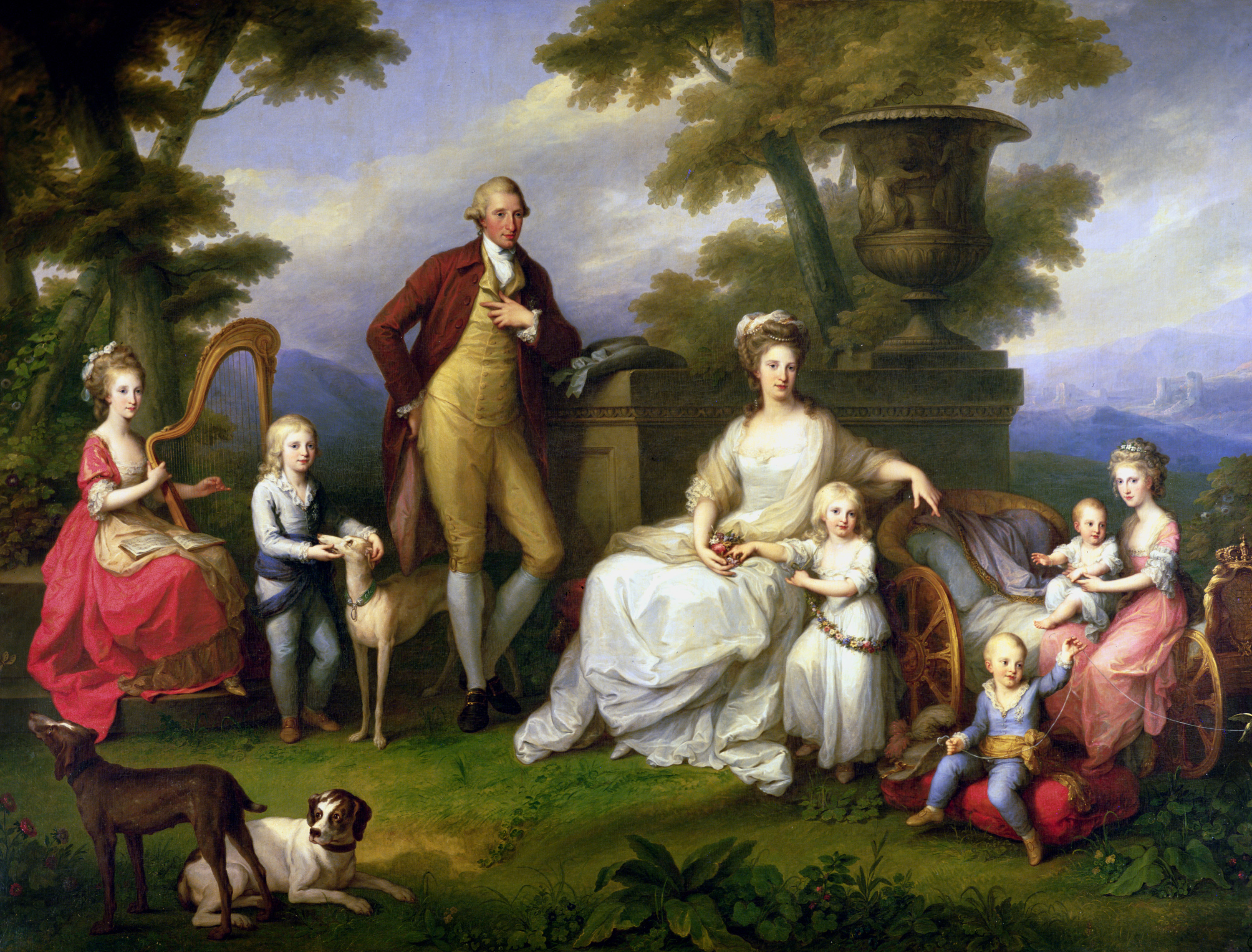
Marie-Caroline et Ferdinand Ier, roi des Deux-Siciles, avec leurs enfants (Marie-Thérèse, jouant de la harpe, François, debout près de son chien, Marie-Christine debout contre sa mère, Gennaro assis sur un coussin, et Louise-Marie tenant dans ses bras Marie-Amélie, le dernier enfant du couple est mort-né durant la réalisation du tableau, le peintre qui avait déjà représenté le bébé dans le berceau, peint un voile par-dessus) (tableau d'Angelica Kauffmann, 1783).

Possédant une forte personnalité, elle dominait son époux, le roi Ferdinand IV. C'est elle qui gouvernait en réalité. Le destin tragique de sa sœur cadette en fit une adversaire acharnée de la Révolution.
Poursuivant la politique de sa mère, l'impératrice Marie-Thérèse, elle chercha à renforcer les liens tissés par cette dernière entre les Maisons de Habsbourg-Lorraine et de Bourbon.
Pour ce faire, elle maria fort avantageusement ses enfants, accaparant les trônes d'Europe. Ses filles épousèrent leurs cousins : l'Empereur François, le grand-duc de Toscane, le prince des Asturies. Son fils aîné, l'héritier du trône, prénommé François en l'honneur de son grand-père maternel, épousa également ses cousines, d'abord Marie-Clémentine d'Autriche qui mourut prématurément en 1801, puis Marie-Isabelle d'Espagne qui lui donna une nombreuse progéniture. Parmi ses arrière-petits-enfants, on compte de nombreux souverains, notamment Napoléon II, Marie II de Portugal, Pierre II du Brésil, Maximilien Ier du Mexique, François Joseph Ier d'Autriche, Ferdinand IV de Toscane, Victor-Emmanuel II d'Italie, Henri d'Artois, Isabelle II d'Espagne, François II des Deux-Siciles, Léopold II de Belgique, Ferdinand Ier de Bulgarie, ainsi qu'entre autres Louise d'Artois, duchesse consort de Parme et mère de Robert Ier de Parme. De plus, on retrouve aussi les différents prétendants au trône de France, les familles de Roumanie, de Yougoslavie, de Luxembourg, des membres des familles de Liechtenstein, de Grèce, de Danemark, et même de Géorgie, ainsi que nombre de familles de l'aristocratie et de la bourgeoisie européennes. Bien avant la reine Victoria, Marie-Caroline est la grand-mère de l'Europe.

### Premier exil

Marie-Caroline d'Autriche vers 1770 par Georg Weikert.

Le soutien de son favori Joseph Acton et de l'ambassadeur britannique Hamilton lui permet d'engager en 1798 les hostilités contre les armées de la France révolutionnaire.
Les victoires de la France l'obligent à trouver refuge en Sicile. La vie pour elle est très pénible et elle ne parvient pas à s'adapter au climat. Des chroniqueurs disent qu'elle se drogue, notamment avec de l'opium. Elle quitte Palerme en juin 1800, avec Nelson et les Hamilton, pour retourner à Vienne.
L'amiral Nelson devient le bras armé de la vengeance de Marie-Caroline. Elle n'hésite pas à faire exécuter ses anciens amis et mène une répression féroce. Même Gorani, réfugié en Suisse, doit se déplacer fréquemment pour éviter la vengeance de ses agents après avoir révélé, dans ses Mémoires secrets, un prétendu lesbianisme et sa relation avec Lady Hamilton.

### Retour à Naples
Marie-Caroline d'Autriche lève une armée et place à sa tête le cardinal Ruffo. Pour les républicains, c'est la capitulation. Les mois suivants, avec un conseil nommé par Ferdinand, commencent les procès contre les républicains : sur les quelque huit mille prisonniers, cent vingt-quatre ont été exécutés, six sont pardonnés, deux cent vingt-deux condamnés à de l'emprisonnement, trois cent vingt-deux à des peines mineures, deux cent quatre-vingt-huit à la déportation et soixante-sept à l'exil. Parmi les prisonniers, il y a quelques-uns des plus grands noms de la classe bourgeoise et intellectuelle de Naples, issus de plusieurs provinces du Midi qui ont donné leur appui à la République, parmi eux Pasquale Baffi, Francesco Mario Pagano, Eleonora de Fonseca Pimentel, Luisa Sanfelice, Ignace Ciaia, Domenico Cirillo, Giuseppe Leonardo Albanese, Vincenzo Russo, Francesco Caracciolo, Michael Granata, Gennaro Serra di Cassano, Nicholas Charlemagne exécuté, Giustino Fortunato senior, évadé de prison, et Vincenzo Cuoco condamné à l’exil, peine aussi subie par Mgr Bernardo de la Torre, vicaire général de l'archidiocèse de Naples.
Le roi revient à Naples le 27 juin 1802, la reine le 15 août.
La reine de Naples complote et ne respecte pas le traité signé avec la France. Nelson, soutien de Marie-Caroline, meurt au combat à Trafalgar. Napoléon prépare Austerlitz et se retourne contre l'Autriche. Les Napolitains doivent se plier à la volonté de l'empereur, mais elle refuse de se soumettre.

### Second exil
Marie-Caroline d'Autriche renforce son pouvoir et les liens qui la nouent déjà aux Maison de Bourbon et Maison de Habsbourg-Lorraine en mariant sa fille au prince des Asturies et son fils François, duc de Calabre à l'archiduchesse Marie-Clémentine d'Autriche. Ils seront les parents de la future duchesse de Berry; La duchesse de Calabre meurt prématurément et le duc est remarié en 1803 à l'infante Marie-Isabelle d'Espagne. Cependant la rumeur prétend que le père de la jeune fille n'est pas le roi Charles IV mais l'amant de la reine Marie-Louise, Manuel Godoy et, dans ses accès de colère, la reine de Naples ne se privera pas de traiter sa bru de "bâtarde épileptique engendrée par le crime et la scélératesse."  
En 1804, Napoléon Ier la contraint à se séparer de son favori et annexe le nord du royaume. Joseph Bonaparte devient le roi de Naples. Une fois de plus, elle se réfugie en Sicile et s'ouvre un deuxième exil à Palerme. En 1806, son mari est déchu du royaume de Naples par Napoléon.
Elle n'en marie pas moins ses deux filles en passe de rester célibataires, en 1807, Marie-Christine, 28 ans, épouse Charles Félix de Sardaigne et en 1809, Marie-Amélie 27 ans, épouse le duc d'Orléans (futur roi Louis-Philippe), tous deux princes en exil.
Entretemps, en 1808, elle tente, toujours avec l'aide de l'Angleterre, de mettre son plus jeune fils, Léopold-Michel, sur le trône d'Espagne, mais l'intervention française fait échouer ce projet.
Elle s'indigna, en 1810, du mariage de sa petite-fille et petite-nièce (enfant née du mariage de sa fille Marie-Thérèse de Bourbon-Sicile et de son neveu l'empereur François Ier d'Autriche), l'archiduchesse Marie-Louise d'Autriche, avec son ennemi juré, Napoléon Ier, et encore plus de la naissance de son arrière-petit-fils et petit-neveu, le roi de Rome[réf. nécessaire].
Nonobstant, après la première abdication de Napoléon (mars 1814), elle critique vertement la mollesse de sa petite-fille et petite-nièce Marie-Louise[réf. nécessaire].
En Sicile, les Anglais l'empêchent de plus en plus de jouer un rôle. En 1813, elle est chassée par les Anglais et se réfugie épuisée à Vienne. C'est une vieille femme. Elle est à Vienne au moment du Congrès. Elle représente l'Ancien Régime et l'ancienne diplomatie. Elle gêne. Elle trouve un peu de réconfort auprès de Marie-Louise et de son fils l'Aiglon, dont la naissance l’avait tant indignée.

### Mort
Marie-Caroline d'Autriche meurt à Vienne à 62 ans, en septembre 1814, avant de voir le retour des Bourbons à Naples. Au matin, elle est découverte morte par sa femme de chambre. Sa main est tendue vers la sonnette. Elle est sans doute morte d'une crise d'apoplexie. Sa dépouille est déposée dans la Crypte des Capucins aux côtés de celles sa mère Marie-Thérèse dite "la grande" et de son père l'empereur François Ier. Elle était la dernière enfant du couple impérial encore en vie. Son époux se remarie avant la fin de la même année et règne encore dix ans.

### Écrits
- Correspondance inédite de Marie-Caroline, reine de Naples et de Siciles, avec le marquis de Gallo, publiée par le commandant M.-H. Weil et le marquis C. di Somma Circelo, 1911, Paris, Emile-Paul, deux volumes, tome premier (1785-1798), lire en ligne, CXXII-546 pages, tome second (1799-1806), lire en ligne, 676 pages.

## Titres et prédicats
- 13 août 1752 - 7 avril 1768 : Son Altesse Impériale et Royale l'archiduchesse Marie-Caroline, princesse impériale d'Autriche, princesse royale de Hongrie et de Bohême, princesse de Toscane.
- 7 avril 1768 - 8 septembre 1814 : Sa Majesté la reine de Naples et de Sicile.

## Télévision
En 1999, le film Fernando e Carolina raconte succinctement le mariage entre Marie-Caroline d'Autriche et Ferdinand IV.
En 2012, un documentaire-fiction, intitulé Marie-Caroline, l'indomptable reine de Naples et de Sicile, lui est consacré dans le cadre de l'émission Secrets d'Histoire, présentée par Stéphane Bern.